# Nagrody Stowarzyszenia Dziennikarzy Polskich
Nagrody Stowarzyszenia Dziennikarzy Polskich – polskie nagrody dziennikarskie wzorowane na amerykańskiej nagrodzie Pulitzera. Przyznawane coroczne od 1992 roku w kilku kategoriach autorom tekstów prasowych, audycji radiowych, programów telewizyjnych oraz fotografii prasowych wyróżniających się rzetelnością, wartością informacyjną i innymi walorami jakościowymi.
Ponadto od 2003 roku przyznawany jest Laur SDP, będący wyrazem najwyższego uznania dziennikarzy, a także antynagroda „Hiena Roku” (od 1999 r.) dla dziennikarzy, którzy wyróżnili się szczególną nierzetelnością i lekceważeniem zasad etyki dziennikarskiej.
Laureaci otrzymują dyplomy honorowe oraz nagrody pieniężne fundowane przez Zarząd Główny Stowarzyszenia Dziennikarzy Polskich i prywatnych sponsorów.

## Nagrody i laureaci

### Główna Nagroda Wolności Słowa (od 1999)[1]
Przyznawana za publikacje w obronie demokracji i praworządności, demaskujące nadużycia władzy, korupcję, naruszanie praw obywatelskich, praw człowieka.
| Rok  | Laureat                                                     | Medium                            | Tytuł publikacji/audycji                                                                       | Uzasadnienie |
| ---- | ----------------------------------------------------------- | --------------------------------- | ---------------------------------------------------------------------------------------------- | --- |
| 1999 | Irena Piłatowska                                            | Polskie Radio                     | Prawda odwrócona                                                                               | Za odwagę przeciwstawienia się, w poszukiwaniu prawdy, obiegowym sądom środowiska dziennikarskiego, opinii publicznej i polityków.                                                                                             |
| 2000 | Jacek Lutomski Krzysztof Gottesman Luiza Zalewska-Karłowska | Rzeczpospolita                    | Raport o telewizji. Tydzień z pilotem                                                          | Za bardzo rzetelne i obiektywne przedstawienie rzeczywistości najpotężniejszego medium – telewizji, publicznej i komercyjnej.                                                                                                  |
| 2001 | Michał Majewski Paweł Reszka                                | Rzeczpospolita                    | Skandal gazowy                                                                                 | Za doskonale udokumentowaną analizę skandalu gazowego i niebezpieczeństwa wynikającego z uzależnienia dostaw tego strategicznego surowca od jednego tylko kraju-dostawcy.                                                      |
| 2001 | Adam Bogoryja-Zakrzewski                                    | TVP1                              | Szlaban                                                                                        | Za wielostronne przedstawienie sprawy sądowego zakazu emisji filmu Henryka Dederki „Witajcie w życiu” jako przejawu zagrożenia wolności słowa i wypowiedzi.                                                                    |
| 2002 | Anna Kaczkowska                                             | Polskie Radio Lublin              | Nie ma kary dla prezydenta                                                                     | Za ujawnienie skandalicznej bezczynności policji, prokuratury i sądu oraz bezkarności sprawcy brutalnego gwałtu – ustosunkowanego biznesmena w Białej Podlaskiej.                                                              |
| 2003 | Małgorzata Solecka Andrzej Stankiewicz                      | Rzeczpospolita                    | Leki za miliony dolarów                                                                        | Za opis i analizę korupcyjnych powiązań współpracowników Ministerstwa Zdrowia. |
| 2004 | Bertold Kittel                                              | Rzeczpospolita                    | Towarzystwo wzajemnych inwestycji                                                              | Za ujawnienie podejrzanych związków biznesowo-towarzyskich w tzw. układzie warszawskim. |
| 2004 | Bertold Kittel                                              | Rzeczpospolita                    | Tajne konta Jamrożego i Wieczerzaka                                                            | Za zdemaskowanie sposobów prania brudnych pieniędzy w tzw. rajach podatkowych. Autor tego tekstu i redakcja Rzeczpospolitej otrzymali sądowy zakaz dalszych publikacji na ten temat.                                           |
| 2005 | Dział Zagraniczny „Rzeczpospolitej”                         | Rzeczpospolita                    |                                                                                                | Za rozpoczęcie i konsekwentne kontynuowanie na forum krajowym i międzynarodowym walki z kłamstwami o „polskich obozach śmierci”.                                                                                               |
| 2006 | Maciej Duda Bertold Kittel Barbara Sierszuła                | Rzeczpospolita                    | Czeski układ Orlenu                                                                            | Za ujawnienie międzynarodowego skandalu, który spowodował rządowe dymisje i dyplomatyczne interwencje. |
| 2007 | Ewa Szkurłat-Adamska                                        | Polskie Radio Kraków              | Skończyliśmy z panem, czyli rolnik w państwie prawa                                            | Za reportaż ukazujący bezsilność zwykłego obywatela wobec machiny urzędniczej, świetnie udokumentowany i przejrzyście skonstruowany.                                                                                           |
| 2008 | Ewa Stankiewicz Anna Ferens                                 | TVN                               | Trzech kumpli                                                                                  | Za opowieść o przyjaźni i zdradzie, o wspólnych drogach, które się dramatycznie rozeszły. |
| 2009 | Patrycja Gruszyńska-Ruman                                   | Polskie Radio Program I           | WiNna nie WiNna                                                                                | Za znakomity reportaż opowiadający o doświadczeniach życia w dwóch totalitaryzmach, za stworzenie ponadczasowego studium ludzkiej krzywdy, nienawiści i.... przebaczenia.                                                      |
| 2010 | Anna Lisiecka                                               | Polskie Radio Program I           | Kainowa zbrodnia                                                                               | Za mówienie bez nienawiści o konflikcie narodów, o którym poprawność polityczna nie pozwala mówić. |
| 2011 | Anita Gargas                                                | Misja specjalna, TVP1             | Katastrofa smoleńska                                                                           | Za odwagę i bezkompromisowość w docieraniu do prawdy o katastrofie smoleńskiej. |
| 2012 | Joanna Lichocka Maria Dłużewska                             | Gazeta Polska                     | Pogarda                                                                                        | Za odważne, pełne dramatycznego wyrazu zmierzenie się z wewnątrzpolskim konfliktem po katastrofie smoleńskiej – zdokumentalizowanie go i postawienie szeregu ważnych pytań dotyczących współczesnej kondycji Narodu Polskiego. |
| 2012 | Jolanta Hajdasz                                             |                                   | Zapomniane męczeństwo                                                                          | Za upomnienie się o sprawiedliwość wobec arcybiskupa Antoniego Baraniaka, odwagę i bezkompromisowość w docieraniu do prawdy, za ostrzeżenie przed tworzeniem kłamstwa historycznego.                                           |
| 2013 | Joanna Lichocka Jarosław Rybicki                            | Gazeta Polska                     | Prezydent                                                                                      | |
| 2013 | Leszek Ciechoński                                           | Krakowski Festiwal Filmowy Kraków | Tumult nad Łodzią                                                                              | |
| 2014 | I. Maria Dłużewska                                          | Gazeta Polska                     | Polacy                                                                                         | |
| 2014 | II. Państwo w Państwie                                      | Polsat / Polsat News              | Tumult nad Łodzią                                                                              | Zostali wyróżnieni dziennikarze redakcji w składzie: Małgorzata Cecherz, Małgorzata Mikulska-Rembek, Anna Oblicka, Przemysław Talkowski, Grzegorz Gościniak.                                                                   |
| 2014 | II. Anna Śmigulec                                           | Gazeta Wyborcza                   | Głupia sprawa                                                                                  | |
| 2015 | Dorota Kania Jerzy Targalski Maciej Marosz                  |                                   | Resortowe dzieci. Służby                                                                       | Za publikacje w obronie demokracji i praworządności, demaskujące nadużycia władzy, korupcję, naruszanie praw obywatelskich, praw człowieka.                                                                                    |
| 2015 | Michał Rachoń                                               | Telewizja Republika               | Relacja na żywo z zeznań Prezydenta RP Bronisława Komorowskiego w sprawie „Afery Marszałkowej” | Za ocalenie honoru polskiego dziennikarstwa w sytuacji kiedy inne media informacyjne zawiodły |
| 2016 | Paweł Lisicki                                               | Wydawnictwo Fabryka Słów          | Krew na naszych rękach?                                                                        | Za książkę Krew na naszych rękach? |
| 2017 | Michał Król Maciej Grabysa                                  | TVP1, Telewizja Trwam             | Prześladowani zapomniani: Uwolnić Asię Bibi                                                    | Za publikacje w obronie demokracji i praworządności, demaskujące nadużycia władzy, korupcję, naruszanie praw obywatelskich, praw człowieka.                                                                                    |
| 2017 | ks. Roman Sikoń Michał Król                                 | Telewizja Trwam, EWTN             | Modlitwa o pokój                                                                               | Za publikacje w obronie demokracji i praworządności, demaskujące nadużycia władzy, korupcję, naruszanie praw obywatelskich, praw człowieka.                                                                                    |
| 2018 | I. Wojciech Biedroń                                         | Sieci                             | Jak mafia rządziła Warszawą                                                                    | |
| 2018 | II. Dorota Kania                                            |                                   | Ryngraf                                                                                        | |
| 2019 | I. Mariusz Pilis                                            | TVP1                              | Sprawiedliwość                                                                                 | |
| 2019 | II. Marek Pyza, Marcin Wikło, Andrzej R. Potocki            | Sieci                             | Wojna Gdańska z Polską                                                                         | |
| 2020 | Andrzej Poczobut                                            |                                   | korespondencje z Białorusi dla polskich mediów w okresie sierpień-grudzień 2020                | Za dziennikarski profesjonalizm w przekazywaniu źródłowych informacji z Białorusi. Za odwagę pracy w warunkach ekstremalnego zagrożenia, presji i szantażu wobec rodziny.                                                      |
| 2025 | Danuta Holecka                                              | Telewizja Republika               | wywiady z osobami pokrzywdzonymi przez działania władzy                                        | Za publikacje w obronie prawdy, wolności i sprawiedliwości. |

### NagrodaWatergate(od 2000)
Przyznawana za publikacje z zakresu dziennikarstwa śledczego.
| Rok  | Laureat                                                   | Medium                                              | Tytuł publikacji/audycji                                                                   | Uzasadnienie |
| ---- | --------------------------------------------------------- | --------------------------------------------------- | ------------------------------------------------------------------------------------------ | --- |
| 2000 | Anna Marszałek Leszek Kraskowski                          | Rzeczpospolita                                      | Tajemniczy lobbysta                                                                        | Za ukazanie mechanizmu korupcji na styku władzy państwowej i wielkiego biznesu. |
| 2001 | Bertold Kittel Anna Marszałek                             | Rzeczpospolita                                      | Sędzia do wynajęcia; Przyjaciele ze strzelnicy                                             | Za odważne odsłonięcie układu istniejącego w dużym mieście, gdzie przedstawiciele wymiaru sprawiedliwości żyją za pan brat z pospolitymi przestępcami.                                                                       |
| 2002 | Nagrody nie przyznano                                     | Nagrody nie przyznano                               | Nagrody nie przyznano                                                                      | Nagrody nie przyznano |
| 2003 | Tomasz Szymborski                                         | Rzeczpospolita                                      | Mecenas łamie prawo                                                                        | Za determinację w ujawnianiu nielegalnych interesów katowickiego adwokata Marka B. |
| 2004 | Małgorzata Solecka Andrzej Stankiewicz                    | Rzeczpospolita                                      | Wspólnicy ze Szwajcarii; Dobry adres pod Alpami                                            | Za odkrycie dowodów w aferze b. szefa Narodowego Funduszu Zdrowia, których nie potrafiły znaleźć służby specjalne. |
| 2005 | Andrzej Stankiewicz Michał Stankiewicz                    | Rzeczpospolita                                      | Park rosyjskiej ruletki                                                                    | Dziennikarze zrobili to, co powinien był zrobić prezydent miasta, burmistrz, wójt. Sprawdzili, kto naprawdę stoi za ofertą kupna. A ciąg dalszy – to już sprawa dla prokuratora...                                           |
| 2005 | Tomasz Michałowicz                                        | Gazeta Wyborcza Duży Format                         | Handlarz nadziei                                                                           | Po raz kolejny dziennikarze śledczy wyręczyli prokuraturę. |
| 2006 | Jarosław Jabrzyk Przemysław Wojciechowski Witold Gadowski | Superwizjer, TVN                                    | Gra o PZU                                                                                  | Za opis gry o wielkie pieniądze, w której nie liczą się granice ani orientacje polityczne. |
| 2007 | Marcin Kącki                                              | Gazeta Wyborcza Duży Format                         | Praca za seks w Samoobronie                                                                | Za odwagę ujawnienia mechanizmów działania jednej z partii politycznych będących u władzy. |
| 2008 | Przemysław Wojciechowski Witold Gadowski                  | Superwizjer, TVN                                    | Rosyjska mafia, polski rząd i gaz                                                          | Za odwagę ujawnienia związków rosyjskiej mafii z polską polityką energetyczną. |
| 2009 | Grzegorz Kuczek Igor Miecik                               | Uwaga!, TVN                                         | Nieprawidłowości w sądownictwie wojskowym                                                  | Za ujawnienie tajemnic środowiska, które wytworzyło własne reguły i o cenie za przerwanie zmowy milczenia. |
| 2010 | Marcin Kącki                                              | Gazeta Wyborcza                                     | Uciekajcie stąd; Centrum stomatologii pod lupą kontrolerów; Anatomia szkodliwego milczenia | Za zdemaskowanie nepotyzmu i układów w środowisku medycznym. |
| 2011 | Łukasz Kowalski                                           | TVP Katowice                                        | Testament                                                                                  | Za wytrwałość w poszukiwaniu prawdy i profesjonalizm w jej pokazywaniu. |
| 2012 | Dawid Tokarz                                              | Puls Biznesu                                        | Złoty sukces skażony przeszłością                                                          | Za wywołanie ważnej dyskusji publicznej i ostrzeżenie społeczeństwa przed ryzykownymi inwestycjami, za zwrócenie uwagi na słabości polskiego nadzoru finansowego, za nadanie impulsu do odrodzenia dziennikarstwa śledczego. |
| 2012 | Leszek Misiak Grzegorz Wierzchołowski                     | Gazeta Polska                                       | Musieli zginąć                                                                             | Za bezkompromisową, mozolną, wielomiesięczną pracę śledczą przybliżającą nas do prawdy o katastrofie rządowego Tupolewa, pracy, której nagrodzona książka jest tylko jedynym, choć istotnym elementem.                       |
| 2013 | Anita Gargas                                              | Gazeta Polska                                       | Anatomia upadku                                                                            | |
| 2013 | Edyta Krześniak                                           | Uwaga!, TVN                                         | Mięso na receptę                                                                           | |
| 2013 | Wojciech Surmacz Nissan Tzur                              | Forbes                                              | Kadisz za milion dolarów                                                                   | |
| 2014 | Piotr Nisztor                                             | Wprost                                              | Jak rozpętałem aferę taśmową                                                               | |
| 2015 | Krzysztof M. Kaźmierczak Piotr Talaga                     |                                                     | Sprawa Ziętary. Zbrodnia i klęska państwa                                                  | Za wytrwałość w tropieniu przez kilkanaście lat patologii państwa w wyjaśnianiu zabójstwa Jarosława Ziętary. |
| 2015 | Marek Pyza Marcin Wikło                                   | W Sieci                                             | Zawód prowokator; taśmy brudnej kampanii                                                   | |
| 2016 | Marek Pyza Marcin Wikło                                   | W Sieci                                             | Tajemnice fortuny Adamowicza                                                               | |
| 2017 | Nagrody nie przyznano (wskazano cztery wyróżnienia)       | Nagrody nie przyznano (wskazano cztery wyróżnienia) | Nagrody nie przyznano (wskazano cztery wyróżnienia)                                        | Nagrody nie przyznano (wskazano cztery wyróżnienia) |
| 2025 | Marcin Tulicki                                            | wPolsce24 (telewizja)                               | Przejęcie                                                                                  | |
| 2025 | Anita Gargas i Mateusz Teska                              | kanał YouTube                                       | Stan likwidacji                                                                            | |

### Nagroda im.Kazimierza Dziewanowskiego(od 1999)
Przyznawana za publikacje o problemach i wydarzeniach międzynarodowych.
| Rok  | Laureat                                                       | Medium                        | Tytuł publikacji/audycji | Uzasadnienie |
| ---- | ------------------------------------------------------------- | ----------------------------- | --- | --- |
| 1999 | Bartosz Węglarczyk                                            | Gazeta Wyborcza               | Przez pięć kręgów | Za błyskotliwe przedstawienie starań polskich polityków, dyplomatów i Polonii amerykańskiej oraz amerykańskich przyjaciół Polski o wprowadzenie naszego kraju do NATO.                                                                       |
| 2000 | Jacek Hugo-Bader                                              | Gazeta Wyborcza               | Archipelag złotego deszczu | Za ukazanie dramatycznych losów twórców nuklearnej potęgi Związku Radzieckiego, opartej na niewolniczym podporządkowaniu naukowców idei mocarstwowej.                                                                                        |
| 2001 | Wojciech Jagielski                                            | Gazeta Wyborcza               | Jeden dzień z syzyfem afgańskim; Wojna cnoty z występkiem; Jak wiejski mułła zasiadł na tronie; Modlitwa o deszcz; Najgroźniejszy księgowy świata; Boże igrzyska | Za znakomity obraz sytuacji w Afganistanie, oparty na głębokiej znajomości spraw i ludzi oraz roli islamu w tej części świata. |
| 2002 | Marcin Mamoń Mariusz Pilis                                    | TVP1                          | Cena prawdy | Za doskonale zrealizowany zapis reporterskiej wyprawy do Czeczenii, odważnie odsłaniający różne oblicza tej wojny. |
| 2002 | Paweł Reszka                                                  | Rzeczpospolita                | Człowiek bestia | Za przejmujące korespondencje z Afganistanu, Izraela oraz pogłębioną refleksję nad okrucieństwem tkwiącym w człowieku. |
| 2003 | Krystyna Kurczab-Redlich                                      | Polsat                        | Czeczenia – zabójstwo za zgodą świata; Czeczenia widmo śmierci                                                                                                   | Za wstrząsające reportaże telewizyjne o łamaniu praw człowieka w Czeczenii. |
| 2004 | Jerzy Kalina                                                  | TVP1                          | Partyzancka szkoła | Za realizację niemożliwej do zrealizowania relacji o ostatnim w stolicy Białorusi liceum z białoruskim językiem wykładowym. |
| 2005 | Zdzisław Wolniarowicz                                         | Gazeta Wyborcza Duży Format   | Nie ma pieniędzy na chmury; Lekcja tajnego języka; Kuchnia białoruska                                                                                            | Czytając reportaże o Białorusi myśli się o Polsce, o Kresach, o Polakach na Białorusi, o nienawiści u jednych, fascynacji u drugich. Białoruś jest tuż obok nas, jest bliska i powinna być ważna.                                            |
| 2006 | Jerzy Haszczyński Maja Narbutt Paweł Reszka Tatiana Serwetnyk | Rzeczpospolita                | Tajemnice pomarańczowej rewolucji | Za odsłonięcie nieznanych kulis dyplomatycznych ukraińskiej rewolucji. |
| 2007 | Alicja Grembowicz                                             | Polskie Radio Program I       | Snajper Louis | Za przejmujący monolog „Polonusa”, który walczył w Wietnamie, a dzisiaj stawia pytania: co wojna robi z ludzi? czy po takich doświadczeniach można żyć spokojnie?                                                                            |
| 2008 | Dorota Wodecka Anita Dmitruczuk                               | Gazeta Wyborcza               | Tajemnica terminalu numer dwa | Za włączenie polskich czytelników w międzynarodowy łańcuch ludzi dobrej woli, niosących pomoc Nigeryjce – uwięzionej na rosyjskim lotnisku, bo człowiek bez dokumentów dla urzędników nie istnieje.                                          |
| 2009 | Jacek Hugo-Bader                                              | Gazeta Wyborcza Duży Format   | Symfonia wybuchowa c-moll | Za znakomity tekst o katastrofie w kopalni. Za utrzymanie własnego stylu podnoszącego rangę reportażu jako gatunku o walorach literackich.                                                                                                   |
| 2010 | Jerzy Jurecki                                                 | Tygodnik Podhalański          | Piekielny raj; Z piekła do raju; Nie zapominajcie o Haiti | Za cykl trzech reportaży z Haiti opartych na klasycznej zasadzie „zobaczyłem – opisałem”, za niezwykłą wartość informacyjną, opisanie nieznanych faktów i okoliczności.                                                                      |
| 2011 | Jerzy Haszczyński                                             | Rzeczpospolita                | Mój brat obalił dyktatora; Pieśń wolnych Libijczyków; Przyczajone Bractwo, niespokojni Koptowie                                                                  | Za mistrzowską opowieść o tym, jak rządzący przez kilkadziesiąt lat dyktatorzy tracą autorytet i zaufanie swoich obywateli, co ostatecznie prowadzi ich do utraty władzy. To reportaże i dziennikarstwo najwyższej próby.                    |
| 2012 | Katarzyna Błaszczyk                                           | Polskie Radio Program I       | Listy Brazylia-Polska | Za mistrzowską opowieść o polskich emigrantach w Brazylii XIX wieku i ich potomkach, rozwijającą się na podstawie listów pisanych z Brazylii do Polski i tu zatrzymanych przez carską cenzurę. Za wybitne walory warsztatowe i merytoryczne. |
| 2012 | Jerzy Haszczyński                                             | Rzeczpospolita Uważam Rze     | Uczeń Naimy; Alfabet rewolucji arabskich | Za doskonały tekst porządkujący wiedzę o arabskiej rewolucji, za przybliżenie klimatów świata arabskiego, za perfekcję warsztatową. |
| 2013 | Witold Gadowski Maciej Grabysa                                | Planete+                      | Mitzvah | |
| 2013 | Maciej Grabysa Michał Król                                    | TVP Kraków                    | Być Koptem | |
| 2014 | Wojciech Szumowski Michał Przedlacki                          | Superwizjer, TVN              | Cena marzeń Syryjczyków | |
| 2014 | Paweł Bobołowicz                                              | Radio Wnet                    | Atak Berkutu | |
| 2015 | Dawid Wildstein                                               | Gość Niedzielny Gazeta Polska | Polski cud w Afryce; Selfie z ajfona. I to ma być tragedia? | Za mistrzowską opowieść o tym, jak rządzący przez kilkadziesiąt lat dyktatorzy tracą autorytet i zaufanie swoich obywateli, co ostatecznie prowadzi ich do utraty władzy. To reportaże i dziennikarstwo najwyższej próby.                    |
| 2016 | Anita Baraniecka Anita Werner                                 | TVN Style                     | Miss więzienia | Za publikacje o problemach i wydarzeniach na świecie. |
| 2017 | Witold Repetowicz                                             | TVP Info                      | Marazm i nadzieja | Za publikacje o problemach i wydarzeniach na świecie. |

### Nagroda im.Macieja Łukasiewicza(od 2006)
Przyznawana za publikacje na temat współczesnej cywilizacji i kultury.
| Rok  | Laureat                   | Medium                     | Tytuł publikacji/audycji                                                   | Uzasadnienie |
| ---- | ------------------------- | -------------------------- | -------------------------------------------------------------------------- | --- |
| 2006 | Leszek Talko              | Gazeta Wyborcza            | Przyjaciel poleci ci                                                       | Za ukazanie nowego zjawiska – marketingu szeptanego, Orwell by tego nie wymyślił. |
| 2007 | Małgorzata Nabel          | Radio Zachód               | Pamiętnik z wieżowca Małgorzata                                            | Za nowatorski warsztatowo obraz losów kilku pokoleń mieszkańców wielorodzinnego bloku, wpisany w historię miasta i kraju. |
| 2008 | Andrzej Trzos-Rastawiecki | TVP2                       | Ballada o prawdziwym kłamstwie                                             | Za przypomnienie o sprawach, o których zapomnieć nie wolno. |
| 2009 | Beata Hyży-Czołpińska     | TVP Polonia                | Ostatnia książka Ryszarda Kapuścińskiego                                   | Za pokazanie niezwykłości sztuki dziennikarskiej i przypomnienie, jak ważne jest dziedzictwo kulturowe, rodzinne, ojczyźniane. |
| 2010 | Dagmara Drzazga           | TVP2                       | Lech Majewski. Świat według Bruegla                                        | Za niezwykły dokument o powstaniu dzieła sztuki. |
| 2011 | Kinga Wołoszyn-Świerk     | TVP Wrocław                | Dziewczęta z Auschwitz                                                     | Za doskonały dokument i świeżość spojrzenia na jedną z największych zbrodni XX wieku. |
| 2011 | Mariusz Kamiński          | Polskie Radio Lublin       | Reportaż o zabijaniu                                                       | Za mistrzowski i sumienny dokument o ludzkich dramatach czasu bezprawia utrwalania władzy ludowej. |
| 2012 | Barbara Gruszka-Zych      | Gość Niedzielny            | Harmonia ducha                                                             | Za piękne i głębokie spotkanie z wybitnym artystą [Wojciechem Kilarem], w którym uczestniczy czytelnik. Nie jest łatwo przekazać, czym jest sztuka, jak się kocha i jak się wierzy, a to udało się Autorce wywiadu w sposób wyjątkowy. |
| 2013 | Violetta Rotter-Kozera    | TVP2                       | Please Find – Henryk Mikołaj Górecki                                       | |
| 2014 | Elżbieta Ruman            | TVP                        | Cud na Kostaryce                                                           | |
| 2014 | Dagmara Drzazga           | TVP Katowice / TVP Kultura | Muzyka i cisza                                                             | |
| 2015 | Agnieszka Czarkowska      | Radio Białystok            | Rozstrzelany zegarek                                                       | |
| 2016 | I. Violetta Rotter-Kozera | TVP Katowice               | Idea, która przerasta codzienność – PWM                                    | |
| 2016 | II. Endy Gęsina-Torres    | Superwizjer, TVN           | Hejt, który niszczy życie                                                  | |
| 2017 | Dagmara Drzazga           | TVP3 Katowice              | Wiersz jest drogą, odc. I: „Aleksander Rozenfeld – gramatyka nieobecności” | Za publikacje na temat współczesnej cywilizacji i kultury oraz popularyzację wiedzy |
| 2025 | Hanna Tracz               | Radio Wnet                 | reportaże o Władzie Majewskiej i Eugeniuszu Bodo                           | |

### Nagroda im.Eugeniusza Kwiatkowskiego(od 2004)
Przyznawana za publikacje o przedsięwzięciach gospodarczych służących realizacji wizji nowoczesnej Polski.
| Rok  | Laureat               | Medium                            | Tytuł publikacji/audycji | Uzasadnienie |
| ---- | --------------------- | --------------------------------- | --- | --- |
| 2004 | Wojciech Markiewicz   | Polityka                          | Gra w klasy | Za znakomicie udokumentowaną diagnozę podziałów społecznych w Polsce po 15 latach transformacji. |
| 2005 | Bianka Mikołajewska   | Polityka                          | Wielki skok; Kasa wielkiej piątki | Obecna centrala SKOK jest zrzeszeniem przymusowym, ma przywileje kas non profit, ale stała się potężną instytucją finansową, prowadzącą działalność komercyjną. Autorka rzetelnie udokumentowała i świetnie opisała ten nieznany dotąd temat. |
| 2006 | Wanda Wasilewska      | Radio Merkury                     | Strategia jamnika | O ludziach, którym się udało. |
| 2007 | Paweł Walewski        | Polityka                          | operacja prywatyzacja | Za rzetelne i wszechstronne przedstawienie gorącego tematu prywatyzacji szpitali, w kontekście stanu służby zdrowia i rynku ubezpieczeń zdrowotnych.                                                                                          |
| 2008 | Nagrody nie przyznano | Nagrody nie przyznano             | Nagrody nie przyznano | Nagrody nie przyznano |
| 2009 | Zbigniew Bartuś       | Dziennik Polski                   | Beton krzepnie powoli | Za znakomity warsztat dziennikarski, pomysłowe i niebanalne ujęcie tematu, rzetelną znajomość opisywanego problemu, za długookresową jego obserwację.                                                                                         |
| 2010 | Zbigniew Domaszewicz  | Przekrój                          | Rekiny i leszcze polskiego netu | Za artykuł o wizjonerach w biznesie XXI wieku. |
| 2011 | Andrzej Tomczak       | Magazyn Ekspresu Reporterów, TVP2 | Franczyza; List od Anny | Za nowatorskie i niezmiernie rzetelne śledztwa dziennikarskie w sprawach, które mogą zdarzyć się każdemu z nas. |
| 2012 | Krzysztof Wyrzykowski | Polskie Radio Program I           | Logika życia Eugeniusza Kwiatkowskiego | Za przypomnienie niezwykłego człowieka i wagi jego dzieła. Człowieka, na którym mogą wzorować się kolejne pokolenia Polaków. Piękna historia, świetnie opowiedziana, z użyciem właściwych środków radiowych.                                  |
| 2013 | Marian Kawka          | Pałuki                            | Pieniądze z wiatru jak placki ze śniegu | |
| 2014 | Stefan Truszczyński   | Kurier Wnet                       | Ryba śmierdzi od łba, Kop i przekop, Hel – koniec Polski | |
| 2015 | Waldemar Wiśniewski   | TVP Łódź                          | Poślizg niekontrolowany | |
| 2016 | I. Andrzej Tomczak    | Magazyn Ekspresu Reporterów, TVP2 | Niezapłacona praca podwykonawców, Benzyna we krwi | |
| 2016 | II. Łukasz Pałka      | Money.pl                          | Jak naprawdę działa forex? Prawnik zdradza fakty niewygodne dla brokerów, Pan Jacek z Lublina miał pomnażać pieniądze. Wszystkich spotkała kara za chciwość | |
| 2017 | Tomasz Patora         | Uwaga!                            | Spłaca nieswoje długi | Za dziennikarstwo ekonomiczne |

### Nagroda im.Stefana Żeromskiego(od 2003)
Przyznawana za publikacje o tematyce społecznej.
| Rok  | Laureat                                     | Medium                      | Tytuł publikacji/audycji                | Uzasadnienie |
| ---- | ------------------------------------------- | --------------------------- | --------------------------------------- | --- |
| 2003 | Ewelina Karpacz                             | Polskie Radio Program III   | Reasumpcja, czyli powtórka z głosowania | Za niekonwencjonalną formułę opisu polskiej rzeczywistości samorządowej. |
| 2004 | Jacek Hugo-Bader                            | Gazeta Wyborcza Duży Format | Chłopcy z motylkami                     | Za dramatyczny reportaż o osiedlowych bandytach, którym autor wydał odważnie wojnę. |
| 2005 | Maja Narbutt                                | Rzeczpospolita              | Musimy kończyć, kop sobie grób          | Tekst dotyka bolesnej historii naszego narodu, ale ma walory jak najbardziej aktualne. Wydarzenia lat 80. mają nadal wpływ na wielu ludzi, ich życie i ewentualne wybory. Ofiary i prześladowcy często występują dziś obok siebie – jako osoby publiczne..                                                                           |
| 2006 | Katarzyna Michalak                          | Polskie Radio Lublin        | Niebieski płaszczyk                     | Za opowieść o przyjaźni dwóch rodzin z dwóch odległych kontynentów zapoczątkowaną UNRR-owską paczką. |
| 2007 | Andrzej Stankiewicz                         | Rzeczpospolita              | Sieroty po generale                     | Za odkrycie i opisanie nieznanej „Solidarności Żołnierskiej” i brutalnych przesłuchiwań żołnierzy służby zasadniczej, śmierci bez pochówku za nieposłuszeństwo po ogloszeniu stanu wojennego – skontrastowane z komfortowym losem polityka kompromitującego katolicyzm swoim posłuszeństwem wobec generała i reżimu stanu wojennego. |
| 2008 | Magdalena Grzebałkowska                     | Gazeta Wyborcza             | Bardzo wyraźny nagrobek Anusi           | Za zdemaskowanie mistyfikacji umożliwionej przez Internet. |
| 2009 | Marzena Burczycka-Woźniak                   | Polskie Radio Program I     | Przesyłka                               | Za oryginalną dziennikarską opowieść o dążeniu do ujawnienia prawdy, przeniesioną w konwencję teatru faktu. |
| 2010 | Magdalena Grzebałkowska                     | Gazeta Wyborcza Duży Format | Kocham Cię. Zabijmy męża                | O nowej generacji firm hien – naciągaczy sms-owych. |
| 2011 | Mariusz Kamiński                            | Polskie Radio Lublin        | Lista Zipsera                           | Za brawurowe podjęcie trudnego tematu utrwalenia historii Niemca ratującego w czasie II wojny światowej Polaków i Żydów. |
| 2012 | Mariusz Kamiński                            | Polskie Radio Lublin        | Dwa światy                              | Za ważny, poruszający reportaż o życiu w Polsce repatriantów ze wschodu. Za uświadomienie nam płytkości naszych codziennych osądów o „Ruskich” w Polsce. |
| 2013 | Mariusz Pilis                               | Internet                    | Bunt stadionów                          | |
| 2014 | Cezary Galek                                | Radio Zachód                | Twardzielka                             | |
| 2015 | Magdalena Piejko Robert Krauz Kuba Pietrzak | Radio Zachód                | Gazeta Polska                           | Film |
| 2016 | Endy Gęsina-Torres                          | Uwaga!, TVN                 | Czemu nie gracie ze mną fair            | |
| 2017 | Joanna Sikora                               | Polskie Radio Białystok     | Majka                                   | |

### Nagroda im.Jerzego Zieleńskiego(od 2006)
Przyznawana za publikacje poświęcone popularyzacji wiedzy o Polsce i świecie.
| Rok  | Laureat                             | Medium               | Tytuł publikacji/audycji                                             | Uzasadnienie |
| ---- | ----------------------------------- | -------------------- | -------------------------------------------------------------------- | --- |
| 2006 | Bogdan Łoszewski                    | TVP1                 | Bezpieka – pretorianie komunizmu                                     | Za wartości edukacyjne filmu o historii bezpieki jako historii PRL.                                                                                |
| 2007 | Piotr Kossobudzki                   | Przekrój             | Z nową energią o nowej energii                                       | Za tekst o dużym walorze edukacyjnym pokazujący w skali globalnej i lokalnej problem energii odnawialnych, także nowych i mało znanych.            |
| 2008 | Magdalena Lipka                     | Polskie Radio Gdańsk | Obóz jeniecki w Tucholi                                              | Za zdemaskowanie kłamstw historycznych wykorzystywanych współcześnie w polityce.                                                                   |
| 2009 | Małgorzata Nabel Konrad Stanglewicz | Radio Zachód         | Eugenika. Opowieść o ludzkich marzeniach, o doskonałości i błądzeniu | Za bardzo ciekawą i odważną inicjatywę pogłębienia refleksji o meandrach naszej cywilizacji, za pokazanie, jak blisko od doskonałości do tragedii. |
| 2010 | Błażej Wandtke                      | Telewizja WTK        | Tajemnice Poznania – tajemnica domu na Sołaczu                       | Za pasję poznawania historii małej Ojczyzny. |
| 2011 | Bożena Klimus Jan Zub               | TVP Katowice         | A mogło Cię nie być…                                                 | Za pokazanie wybitnych osiągnięć polskiej medycyny prenatalnej przez pryzmat indywidualnego losu.                                                  |
| 2012 | Bronisław Wildstein                 | Arcana               | Polska, antysemityzm, lewica                                         | Za znakomitą analizę złożonego tematu współżycia Polaków i Żydów w trudnym czasie, za mądrość i logikę wywodu.                                     |

### Nagroda im.Bolesława Wierzbiańskiego(od 2003)
Przyznawana w porozumieniu z kapitułą Nagrody Pro Publico Bono za podejmowanie ważkich tematów społeczności lokalnych dla redakcji niezależnych gazet i czasopism, wydawanych w miejscowościach do 100 tys. mieszkańców.
| Rok  | Laureat                        | Medium                 | Tytuł publikacji | Uzasadnienie |
| ---- | ------------------------------ | ---------------------- | ---------------- | --- |
| 2003 | Jerzy Jurecki i zespół autorów | Tygodnik Podhalański   | Nietykalni       | Za odważne demaskowanie afer na szczeblu lokalnej władzy. |
| 2004 | Wiadomości Świdnickie          | Wiadomości Świdnickie  |                  | Za dobre dziennikarstwo w niezależnej gazecie lokalnej. |
| 2005 | Wiadomości Wrzesińskie         | Wiadomości Wrzesińskie |                  | Za wszechstronny obraz problematyki lokalnej, bogactwo informacji i różnorodność form dziennikarskich. |
| 2006 | Echo Krasnegostawu             | Echo Krasnegostawu     |                  | Za dobre dziennikarstwo dla społeczności lokalnej. |
| 2007 | Kurier Bytowski                | Kurier Bytowski        |                  | Za wysoki poziom pisma wydawanego w kilkunastotysięcznym mieście na granicy regionów, wykazującego dużą wrażliwość społeczną i podejmującego tematy spoza bieżących zdarzeń na rzecz ukazywania szerszych zjawisk i procesów. |
| 2008 | Gazeta Jarocińska              | Gazeta Jarocińska      |                  | Za wysoki poziom zawodowy, różnorodność form dziennikarskich i służbę na rzecz społeczności lokalnej. |
| 2009 | Głos Wągrowiecki               | Głos Wągrowiecki       |                  | Za świetną informację prasową, kształtowanie patriotyzmu lokalnego, warsztat dziennikarski i redaktorski, za szanowanie swojego czytelnika.                                                                                   |
| 2010 | Tygodnik Siedlecki             | Tygodnik Siedlecki     |                  | Za profesjonalne dziennikarstwo, wzmacnianie poczucia więzi społecznej, tożsamości lokalnej i lokalnego patriotyzmu. |
| 2011 | Wojciech Waligórski            | Nowy Łowiczanin        |                  | Za pozytywne oddziaływanie na społeczność lokalną poprzez dobrą informację i służenie pomocą, za więź z czytelnikami i stały rozwój.                                                                                          |

### Nagroda im. prof.Stefana Myczkowskiego(od 1999)
Przyznawana za publikacje o problemach ochrony środowiska, pod patronatem Klubu Publicystów Ochrony Środowiska „Ekos”.
| Rok  | Laureat                                    | Medium                                | Tytuł publikacji/audycji                                                               | Uzasadnienie |
| ---- | ------------------------------------------ | ------------------------------------- | -------------------------------------------------------------------------------------- | --- |
| 1999 | Nagrody nie przyznano                      | Nagrody nie przyznano                 | Nagrody nie przyznano                                                                  | Nagrody nie przyznano |
| 2000 | Elżbieta Mierzyńska                        | Gazeta Olsztyńska                     | Publiczna debata Olsztyn XXI wieku                                                     | Za zainicjowanie publicznej debaty na temat ochrony przestrzeni miasta. |
| 2000 | Irena Piłatowska                           | Polskie Radio                         | Dzień gniewu, dzień ostatni                                                            | Za dramatyczną relację o bestialstwie kłusowników ryb. |
| 2000 | Danuta Markowska-Resich Elżbieta Lenarczyk | TVP1                                  | Stop – temat dla ekologa – Rajd „Kormoran”                                             | Za wielostronne przedstawienie konfliktu wokół rajdu samochodowego na terenie chronionym. |
| 2001 | Tomasz Patora Marcin Stelmasiak            | Gazeta Wyborcza                       | Pan na funduszu                                                                        | Za ujawnienie afery prezesa Wojewódzkiego Funduszu Ochrony Środowiska w Łodzi, milionowego marnotrawstwa pieniędzy publicznych i niejasnych źródeł prywatnego majątku prezesa.                                   |
| 2001 | Krzysztof Walczak                          | Ekofinanse                            |                                                                                        | Za stworzenie i wydawanie pierwszego w Polsce pisma poświęconego problemom finansowania ochrony środowiska. |
| 2002 | Barbara Pajchert                           | Przekrój                              | Jezioro z trupią czaszką                                                               | Za alarm w sprawie zagrożeń dotykających ludzi mieszkających obok wielkiego zbiornika osadów poflotacyjnych Polskiej Miedzi.                                                                                     |
| 2002 | Krystyna Bonenberg                         | Aura                                  |                                                                                        | Za konsekwentną popularyzację zjawisk i mechanizmów działania świata przyrody. |
| 2003 | Krystyna Forowicz                          | Rzeczpospolita                        | Milczenie ptaków                                                                       | Za nazwanie po imieniu dokonywanej w majestacie prawa masowej rzezi ptaków wędrujących podczas ich przelotu nad krajami południowej Europy.                                                                      |
| 2004 | Aneta Gałaburda                            | Polskie Radio Białystok               | Ostatni strzał                                                                         | Za porażającą opowieść o myślistwie jako przyjemności zabijania zwierząt. |
| 2004 | Magdalena Skawińska                        | Polskie Radio Program I               | Meatrix                                                                                | Za pokazanie przemysłowych ferm hodowlanych jako przejawu okrucieństwa ludzi wobec zwierząt. |
| 2005 | Magdalena Grzebałkowska                    | Gazeta Wyborcza Duży Format           | Hałdzinka                                                                              | Ważny społecznie reportaż występujący w obronie bezsilnych, samotnych ludzi walczących (od 55 lat) z przemysłowym trucicielem środowiska – Zakładami Fosforowymi w Gdańsku.                                      |
| 2005 | Ewelina Karpacz                            | Polskie Radio                         | Inwazja bobrów                                                                         | Za udaną obiektywną próbę pokazania dylematu jak pogodzić zyski i straty współczesnej ochrony przyrody. |
| 2006 | Nagrody nie przyznano                      | Nagrody nie przyznano                 | Nagrody nie przyznano                                                                  | Nagrody nie przyznano |
| 2007 | Ewa Szkurłat-Adamska                       | Polskie Radio Kraków                  | Optymistyczny koszmar                                                                  | Za pokazanie na przykładzie Ojcowskiego Parku Narodowego agresji biznesu budowlanego na unikatowe wartości środowiska przyrodniczego.                                                                            |
| 2008 | Beata Hyży-Czołpińska                      | TVP Kultura                           | Cztery pory roku Wiktora Wołkowa                                                       | Za wzruszającą opowieść o pasji człowieka dokumentującego nieskażone piękno natury. |
| 2009 | Piotr Gadzinowski                          | Uwaga!, TVN                           | Pieniądze nie śmierdzą                                                                 | Za znakomitą realizację dziennikarskiej misji – wykrywania i piętnowania zła. |
| 2010 | Halina Londowska                           | Polskie Radio Białystok               | Grupa przetrwania                                                                      | Za radiowy reportaż z bagien biebrzańskich z udziałem ptaków, ludzi i maszyn. |
| 2011 | Ewa Szkurłat-Adamska                       | Polskie Radio Kraków                  | 7 dolin czyli polityka w okolicznościach przyrody                                      | Za wielostronne przedstawienie konfliktu wokół budowy tras narciarskich na terenach cennych przyrodniczo. |
| 2011 | Grzegorz Rudnicki Adam Sojka               | Ekosonda, TVP Katowice                | Bomby ekologiczne – zakłady chemiczne w Tarnowskich Górach; Bomby ekologiczne – azbest | Za rzetelną publicystykę wskazującą miejsca najwyższego zagrożenia ekologicznego i ich wpływ na zdrowie i życie ludzi na Śląsku.                                                                                 |
| 2012 | Maciej Kuciel Daniel Liszkiewicz           | Uwaga!, TVN                           | Rakotwórcze HCB nad Bałtykiem                                                          | Za rzetelne dziennikarskie śledztwo udokumentowane wielomiesięcznym zbieraniem dowodów w sprawie najwyższego zagrożenia ekologicznego i udowodnienie niekompetencji urzędników, skutkującej dla naszego zdrowia. |
| 2013 | Tomasz Kwiatek                             | Niezależna Gazeta Obywatelska w Opolu | Lewicka masakra piłą łańcuchową                                                        | |
| 2014 | Maciej Dopierała                           | Superwizjer, TVN                      | Ściek czy Zdrój                                                                        | |
| 2015 | Alicja Grzechowiak                         | Antena, TVP Białystok                 | Dona                                                                                   | |
| 2015 | Maciej Kuciel Daniel Liszkiewicz           | Superwizjer, TVN                      | Z Huty Katowice do starej cegielnit                                                    | |
| 2016 | Alicja Grzechowiak                         | TVP Białystok                         | Wiedźma                                                                                | |
| 2017 | Marcin Makowski                            | Do Rzeczy                             | Czarny śnieg                                                                           | |

### Nagroda im.Józefa Ślisza(od 2011)
Przyznawana za publikacje o problemach społecznych i gospodarczych wsi i rolnictwa.
| Rok  | Laureat           | Medium               | Tytuł publikacji/audycji | Uzasadnienie |
| ---- | ----------------- | -------------------- | ------------------------ | --- |
| 2011 | Czesława Borowik  | Polskie Radio Lublin | Krok po kroku            | Za udowodnienie, że polska wieś nie jest skazana na porażkę, a sukces wcale nie jest rzadkością. |
| 2012 | Alicja Pietruczuk | Radio Białystok      | Poczuć, dotknąć, pomóc   | Za historię o pokonywaniu słabości i kompleksów mniejszej wartości wynikających z życia na głębokiej prowincji. O pięknie człowieka opiekującego się niepełnosprawnymi i poszukiwaniu własnego miejsca w świecie. |

### Nagroda im.Marka Cara(2000-2003)
Przyznawana była za publikacje internetowe. Nie mylić z inną Nagrodą im. Marka Cara przyznawaną za dokonania w zakresie wdrażania nowych technologii.
| Rok  | Laureat                                    | Medium                             | Uzasadnienie |
| ---- | ------------------------------------------ | ---------------------------------- | --- |
| 2000 | zespół dziennikarski Rzeczpospolita Online | Rzeczpospolita                     | Za profesjonalny serwis informacyjny złożony z materiałów gazety i tekstów pisanych specjalnie dla wydania internetowego.              |
| 2001 | Krystyna Karwicka-Rychlewicz               | Kurier IdN                         | Za wykorzystanie Internetu w działalności na rzecz środowiska osób niepełnosprawnych, ułatwianie im aktywności zawodowej i społecznej. |
| 2002 | Renata Mazurowska-Łuczak                   | Studencki Serwis Informacyjny      | Za interesująco redagowaną witrynę informacyjną dla środowiska studenckiego.                                                           |
| 2002 | Jan Piekło                                 | Forum - Żydzi-Polacy-Chrześcijanie | Za wprowadzenie do Internetu ważnej problematyki współżycia i współpracy ludzi odmiennego pochodzenia, tradycji i wartości.            |
| 2003 | ks. Artur Stopka                           | Gość Niedzielny                    | Za witrynę internetową www.wiara.pl propagującę ideę ekumenizmu i porozumienia między religiami.                                       |

### Nagroda im.Władysława Grabskiego(2000-2003)
Przyznawana była za publikacje o tematyce ekonomicznej i gospodarczej.
| Rok  | Laureat                        | Medium                | Tytuł publikacji/audycji         | Uzasadnienie                                                                                              |
| ---- | ------------------------------ | --------------------- | -------------------------------- | --- |
| 2000 | Zbigniew Bartuś Bogdan Wasztyl | Dziennik Polski       |                                  | |
| 2001 | Barbara Cieszewska             | Rzeczpospolita        | Węglowy kartel; Węglowe dynastie | Za dociekliwość w tropieniu patologii towarzyszących reformie górnictwa.                                  |
| 2001 | Beata Brokowska                | Gazeta Olsztyńska     |                                  | Za promocję ducha przedsiębiorczości zwykłych ludzi w trudnych warunkach.                                 |
| 2001 | Iwona Trusewicz                | Rzeczpospolita        | Kontrola co miesiąc              | Za analizę niszczącego przedsiębiorczość mechanizmu biurokratycznego.                                     |
| 2001 | Czesław Borowik                | Polskie Radio Lublin  | Stare drewno na dobre chwile     | Za pokazanie przykładu niecodziennej wiejskiej przedsiębiorczości.                                        |
| 2001 | Przemysław Żyła                | Polskie Radio Wrocław | Laweciarze                       | Za przedstawienie skutków braku czytelnych reguł gry w gospodarce.                                        |
| 2001 | Urszula Dembińska              | TVP Szczecin          | Nad Bałtykiem                    | Za popularyzację zmysłu przedsiębiorczości i skuteczność działań w morskim ośrodku szczecińskim.          |
| 2002 | Zbigniew Bartuś                | Dziennik Polski       | Na wydmuszkę                     | Za ukazanie patologii wynikającej z niedziałania prawa w zakresie ochrony uczciwego obrotu gospodarczego. |
| 2003 | Małgorzata Sawicka             | Polskie Radio Lublin  | Biznes dla uczciwych             | Za relację o krzepiącym przykładzie powodzenia w rzetelnie prowadzonym biznesie.                          |

### Nagroda im.Stana MusiałaiEdwarda Piszka(2001-2005)
Przyznawana była za publikacje o sporcie i wychowaniu sportowym.
| Rok  | Laureat                                                               | Medium                  | Tytuł publikacji/audycji                       | Uzasadnienie |
| ---- | --------------------------------------------------------------------- | ----------------------- | ---------------------------------------------- | --- |
| 2001 | Iwona Trusewicz                                                       | Rzeczpospolita          | Nie mam charakteru, żeby żałować               | Za przejmująca relację o smutnym losie dawnego mistrza i wychowawcy młodych sportowców, zapomnianego i skazanego na bezrobocie.                                                                                    |
| 2001 | Tomasz Zbigniew Zapert                                                | Rzeczpospolita          | teksty o trzech wybitnych polskich sportowcach | Za przypomnienie postaci mistrzyni olimpijskiej Haliny Konopackiej, pływaka Marka Petrusewicza i tenisisty Władysława Skoneckiego, którzy także na medal zdali egzamin na przyzwoitych obywateli Rzeczypospolitej. |
| 2002 | Artur Brzozowski Andrzej Jaworski Mirosław Maciorowski Jakub Michalak | Gazeta Wyborcza         | Za metą                                        | Za barwny obraz sukcesów mistrzów sportu dawnych lat i towarzyszących im emocji. |
| 2003 | Maria Blimel Wanda Wasilewska                                         | Radio Merkury           | Los Kibicos                                    | Za pokazanie roli sportu w wychowaniu młodzieży, otwarcia wiejskiej szkoły na wielki świat. |
| 2004 | Urszula Żółtowska-Tomaszewska                                         | Polskie Radio Program I | Każdy ma swój biegun                           | Za mądrą opowieść o niepełnosprawnym chłopcu, który odzyskał sens życia przez wyczyn sportowy, zdobycie Bieguna Północnego.                                                                                        |
| 2005 | Mariusz Kamiński                                                      | Polskie Radio Lublin    | Górniczku jesteśmy z tobą                      | Autor pokazuje grupę kibiców Górnika Łęczna, którzy powołali stowarzyszenie propagujące nowy styl kibicowania – bez chamstwa, wulgaryzmu, rozpasania niby kibiców.                                                 |
| 2005 | Ewelina Karpacz                                                       | Polskie Radio           | Wszyscy Polacy                                 | Autorka buduje ironiczny obraz sportowych emocji, gdzie uwielbienie dla idoli i symboli miesza się z nienawiścią, chamstwem i agresją.                                                                             |

### Nagroda specjalna Inicjatywy (2001-2002, od 2013)
Przyznawane były za promocję przedsiębiorczości w kontekście integracji z Unią Europejską.
| Rok  | Laureat             | Medium                    | Tytuł publikacji/audycji          | Uzasadnienie |
| ---- | ------------------- | ------------------------- | --------------------------------- | --- |
| 2001 | Beata Brokowska     | Gazeta Olsztyńska         |                                   | Za pokazanie wpływu integracji europejskiej na odniesienie sukcesu w upadłym PGR.                                                      |
| 2001 | Olga Gajda          | Rzeczpospolita            |                                   | Za wskazanie na przykłady korzyści płynących z unijnej pomocy.                                                                         |
| 2001 | Anna Kaczkowska     | Polskie Radio Lublin      | Na zachód od wschodu              | Za przedstawienie współpracy Polaków i Ukraińców w nowo powstałym kolegium wschodnim.                                                  |
| 2001 | Monika Traczykowska | Polskie Radio Program III | Vademecum Unijnego Przedsiębiorcy | Za przybliżenie unijnych rozwiązań wspierających małe i średnie przedsiębiorstwa.                                                      |
| 2002 | Piotr Adamowicz     | Rzeczpospolita            | Druga ojczyzna Holendrów          | Za ukazanie ludzkiego wymiaru integracji europejskiej na przykładzie Holendrów, którzy stali się z własnego wyboru rolnikami w Polsce. |
| 2002 | Zbigniew Gach       | Dziennik Bałtycki         | Łaciate przeznaczenie             | Za ukazanie ludzkiego wymiaru integracji europejskiej na przykładzie Holendrów, którzy stali się z własnego wyboru rolnikami w Polsce. |
| 2013 | Anna Bogdanowicz    | Polskie Radio Białystok   | Jadą wozy                         | |

### Nagroda Dylematy ’99 (1999)
Przyznana została tylko raz w 1999 roku za publikacje na temat reform społecznych.
| Rok  | Laureat                 | Medium          | Tytuł publikacji                          | Uzasadnienie |
| ---- | ----------------------- | --------------- | ----------------------------------------- | --- |
| 1999 | Elżbieta Cichocka-Bójko | Gazeta Wyborcza | cykl artykułów o reformie ochrony zdrowia | Za umiejętność kompetentnego, rzetelnego i wiarygodnego poinformowania i wyjaśnienia skomplikowanych problemów koniecznej i trudnej reformy ochrony zdrowia. |

### Nagroda im.Jacka Kalabińskiego(2000)
Przyznana została tylko raz w 2000 roku za pierwszeństwo w podaniu informacji.
| Rok  | Laureat        | Medium                 | Tytuł publikacji                     | Uzasadnienie                                                          |
| ---- | -------------- | ---------------------- | ------------------------------------ | --------------------------------------------------------------------- |
| 2000 | Dawid Bartosik | Polska Agencja Prasowa | Raport UOP o bezpieczeństwie państwa | Za bezprecedensowe ujawnienie sprawy zagrożeń bezpieczeństwa państwa. |

### Nagroda im.Wiesława Prażucha(2004-2005)
Przyznana została przyznana raz w 2004 roku za fotografie prasowe. W 2005 została wycofana.
| Rok  | Laureat          | Medium                      | Tytuł zdjęcia |
| ---- | ---------------- | --------------------------- | ------------- |
| 2004 | Krzysztof Miller | Gazeta Wyborcza Duży Format | Z Iraku       |

### Nagroda im.Janusza Kurtyki(od 2013)
Nagroda przyznawana od 2013 za publikacje o tematyce historycznej.
| Rok  | Laureat                       | Medium                     | Tytuł publikacji                                                                         |
| ---- | ----------------------------- | -------------------------- | ---------------------------------------------------------------------------------------- |
| 2013 | Patrycja Gruszyńska-Ruman     | Polskie Radio Program I    | Szczęśliwy żywot Michała Wysockiego                                                      |
| 2014 | Anna Rawska                   | Radio Koszalin             | Podborsko – Terra incognito                                                              |
| 2014 | Katarzyna Michalak            | Polskie Radio Lublin       | Światło na stepie                                                                        |
| 2015 | Małgorzata Sawicka            | Polskie Radio Lublin       | Czerwone maki Gwidona                                                                    |
| 2016 | I. Agnieszka Czarkowska       | Polskie Radio Białystok    | Była z nami Renia, Testament, Ostatni szabas                                             |
| 2016 | II. Błażej Torański           | Do Rzeczy (1, 2), Odra (3) | Nie ma wolnych mediów, Cenzorów uczono prawdy o historii Polski, Starałem się nie kłamać |
| 2017 | Agnieszka Czyżewska Jacquemet | Polskie Radio Lublin       | Na kłopoty Dulęba                                                                        |
| 2025 | Teresa Kaczorowska            |                            |                                                                                          |

### Nagroda im.Kazimierza Wierzyńskiego(od 2013)
Nagroda przyznawana od 2013 za publikacje o tematyce sportowej.
| Rok  | Laureat                              | Medium               | Tytuł publikacji                    | Uzasadnienie |
| ---- | ------------------------------------ | -------------------- | ----------------------------------- | ------------ |
| 2013 | Bartek Dobroch Przemysław Wilczyński | Tygodnik Powszechny  | Broad Peak: piekło i niebo          |              |
| 2015 | Mariusz Kamiński                     | Polskie Radio Lublin | Wyścig                              |              |
| 2016 | Sylwia Michałowska                   | TVP Sport            | Powrót (wice)mistrzyni              |              |
| 2017 | Dariusz Jaroń                        | Interia.pl           | Wierni skale. Historia ściśle tajna |              |

### Nagroda im.Erazma Ciołka(od 2013)
Nagroda przyznawana od 2013 za fotografię społecznie zaangażowaną.
| Rok  | Laureat           | Medium          | Tytuł publikacji                                        | Uzasadnienie |
| ---- | ----------------- | --------------- | ------------------------------------------------------- | ------------ |
| 2013 | Adam Guz          |                 | Reportaż 18. rocznica masakry w Srebrnicy               |              |
| 2014 | Piotr Apolinarski |                 | Cykl zdjęć pt. Bezpieczna Przystań                      |              |
| 2015 | Andrzej Grygiel   |                 | Fotoreportaż wykonany 9 lutego 2015 w Jastrzębiu Zdroju |              |
| 2016 | Szymon Łaszewski  | Portal polki.pl | Fotoreportaż „Ludzie ze smartfonami”                    |              |
| 2017 | Tadeusz Koniarz   |                 | Fotoreportaż „Bez końca”                                |              |

### Nagroda im.Eugeniusza Lokajskiego(od 2013)
Nagroda przyznawana od 2013 za fotografię o tematyce sportowej.
| Rok  | Laureat              | Medium        | Tytuł publikacji                                             | Uzasadnienie |
| ---- | -------------------- | ------------- | ------------------------------------------------------------ | ------------ |
| 2013 | Jacek Turczyk        |               | Remek                                                        |              |
| 2015 | Daniel Frymark       | Radio Weekend | Tanie ściganie                                               |              |
| 2016 | Mieczysław Pawłowicz |               | Fotoreportaż „Nie tylko Jagiellonia”, blog „Listy z podróży” |              |
| 2017 | Piotr Tracz          |               | Fotoreportaż „Kulturysta, freelancer”                        |              |
| 2018 | Jacek Turczyk        |               | Fotoreportaż „Rejs”                                          |              |

### Nagroda im.Aleksandra Milskiego(od 2014)
Nagroda przyznawana od 2013 dla redakcji mediów lokalnych.
| Rok  | Laureat / medium                                             |
| ---- | ------------------------------------------------------------ |
| 2014 | Zespół Redakcji Reportaży Rozgłośni Regionalnej Radia Lublin |
| 2015 | Redakcja Kalendarza Beskidzkiego                             |
| 2016 | Tygodnik „Nowe Info”, redaktor naczelny Jarosław Jędrysik    |
| 2017 | Redakcja BB, redaktor naczelny Dominik Kaczmarczyk           |

### Nagroda im.Adolfa Bocheńskiego(od 2016)
Nagroda przyznawana od 2017 za wyróżniające się dokonania dziennikarskie dla dziennikarzy do 30. roku życia.
| Rok  | Laureat                      | Medium        | Tytuł publikacji                                                            | Uzasadnienie |
| ---- | ---------------------------- | ------------- | --------------------------------------------------------------------------- | ------------ |
| 2016 | I. Olga Mickiewicz-Adamowicz | Polskie Radio | Bóg, Honor, Ojczyzna i ja                                                   |              |
| 2016 | II. Marcin Makowski          | Do Rzeczy     | Idealna krucjata przeciw Polsce, Celebryctwo, Świat Applebaum i Sikorskiego |              |
| 2017 | Mateusz Teska                | TVP1          | Komisja Michnika                                                            |              |

## Nagrody w latach 1992-1998
Nagrody przyznawane w latach wcześniejszych nie nosiły swoich nazw. Obejmowały one zwykle 5 kategorii, wśród których regularnie nagradzano jedynie w:
- artykuł/reportaż na temat aktualnych wydarzeń/problemów w kraju i na świecie,
- artykuł/reportaż na temat aktualnych wydarzeń/problemów lokalnych,
- artykuł/reportaż w obronie praw obywatelskich, demokracji i praworządności, demaskujący nadużycia władzy.

## Wyróżnienia specjalne

### Laur SDP (od 2003)
Przyznawany w uznaniu dla autorytetów zawodowych, etycznych, najwyższej klasy profesjonalizmu.
| Rok  | Laureat              |
| ---- | -------------------- |
| 2003 | Maciej Łukasiewicz   |
| 2004 | Stefan Bratkowski    |
| 2005 | Ryszard Kapuściński  |
| 2006 | Bohdan Tomaszewski   |
| 2007 | Erazm Ciołek         |
| 2008 | Krzysztof Kąkolewski |
| 2009 | Hanna Krall          |
| 2010 | Janina Jankowska     |
| 2011 | Lech Jęczmyk         |
| 2012 | Walery Pisarek       |
| 2013 | Bohdan Urbankowski   |
| 2014 | Jan Polkowski        |
| 2015 | Bronisław Wildstein  |
| 2016 | ks. Ireneusz Skubiś  |
| 2017 | ks. Marek Gancarczyk |
| 2025 | o. Tadeusz Rydzyk    |

### Nagrody specjalne
Przyznana przez Fundację Solidarności Dziennikarskiej SDP.
| Rok  | Laureat            | Tytuł publikacji   | Uzasadnienie |
| ---- | ------------------ | ------------------ | --- |
| 2015 | Teresa Kaczorowska | Obława Augustowska | Z wielkim uznaniem za podjęcie tematu niezwykle ważnego, a zaniedbanego już przez 70 lat przez dziennikarzy, pisarzy i filmowców. Z wielkim koleżeńskim szacunkiem za skuteczną pracę reportera, za odnalezienie świadków historii ocalałych z Obławy Augustowskiej – morderstwa sowieckiego porównywalnego do zbrodni katyńskiej. |

Przyznana przez Dom Pracy Twórczej SDP w Kazimierzu.
| Rok  | Laureat           | Medium               | Tytuł publikacji    | Uzasadnienie |
| ---- | ----------------- | -------------------- | ------------------- | --- |
| 2017 | Magda Grydniewska | Polskie Radio Lublin | Listy z Ravensbrück | Z wielkim uznaniem za podjęcie tematu niezwykle ważnego, a zaniedbanego już przez 70 lat przez dziennikarzy, pisarzy i filmowców. Z wielkim koleżeńskim szacunkiem za skuteczną pracę reportera, za odnalezienie świadków historii ocalałych z Obławy Augustowskiej – morderstwa sowieckiego porównywalnego do zbrodni katyńskiej. |

### Nagroda specjalna – Nagroda Pamięci
| Rok  | Laureat                                 | Tytuł publikacji | Uzasadnienie                                                                      |
| ---- | --------------------------------------- | ---------------- | --------------------------------------------------------------------------------- |
| 2017 | Komitet Społeczny im. Jarosława Ziętary |                  | W uznaniu odwagi i determinacji w wyjaśnianiu przyczyn śmierci Jarosława Ziętary. |

### Hiena Roku (od 1999)
Tytuł przyznawany dziennikarzom, którzy wyróżnili się szczególną nierzetelnością i lekceważeniem zasad etyki dziennikarskiej. 